# 가니니헤소
가니니헤소(Gangnihessou)는 다호메이 왕국의 첫 번째 왕이다. 1620년경부터 재위했던 것으로 알려져 있다. 그가 실제로 왕으로 재위했다는 역사적 기록은 명확하지 않다.

## 같이 보기
- 그베어군